# Episodi di Gomorra - La serie (quarta stagione)
La quarta stagione della serie televisiva Gomorra - La serie è stata trasmessa dalla pay tv satellitare Sky sui canali Sky Atlantic e Sky Cinema 1 dal 29 marzo al 3 maggio 2019, con due episodi settimanali. In chiaro viene trasmessa su TV8 dal 19 ottobre al 23 novembre 2020.
Durante questa stagione Antonio Gargiulo (Saro Levante), Gennaro Apicella (Francesco Levante) e Claudia Tranchese (Grazia Levante) vengono promossi per il cast principale.
| nº | Titolo      | Prima TV pay   | Prima TV free    |
| -- | ----------- | -------------- | ---------------- |
| 1  | Episodio 1  | 29 marzo 2019  | 19 ottobre 2020  |
| 2  | Episodio 2  | 29 marzo 2019  | 19 ottobre 2020  |
| 3  | Episodio 3  | 5 aprile 2019  | 26 ottobre 2020  |
| 4  | Episodio 4  | 5 aprile 2019  | 26 ottobre 2020  |
| 5  | Episodio 5  | 12 aprile 2019 | 2 novembre 2020  |
| 6  | Episodio 6  | 12 aprile 2019 | 2 novembre 2020  |
| 7  | Episodio 7  | 19 aprile 2019 | 9 novembre 2020  |
| 8  | Episodio 8  | 19 aprile 2019 | 9 novembre 2020  |
| 9  | Episodio 9  | 26 aprile 2019 | 16 novembre 2020 |
| 10 | Episodio 10 | 26 aprile 2019 | 16 novembre 2020 |
| 11 | Episodio 11 | 3 maggio 2019  | 23 novembre 2020 |
| 12 | Episodio 12 | 3 maggio 2019  | 23 novembre 2020 |

## Episodio 1
- Diretto da: Francesca Comencini

### Trama
Ciro è morto. Genny è costretto a lottare tra lo sconforto per la perdita dell'amico fraterno e la preoccupazione del doversi difendere dai fratelli Capaccio, intenzionati più che mai a ucciderlo una volta per tutte per togliersi una possibile minaccia e accaparrarsi il predominio di Napoli che li aveva portati a uccidere ’o Stregone, unico dei Confederati che era favorevole all'accordo di pace tra tutti. Per questo motivo, assieme a Patrizia, Genny si reca da Gerlando, un suo zio materno (la moglie è cugina di donna Imma) a capo della famiglia Levante, un importante clan di Villa Literno in provincia di Caserta, affiliato con Cosa nostra. Nonostante Gerlando sia stato allontanato per volere del padre Pietro, è più che disposto a correre incontro a suo nipote in difficoltà, con cui non ha alcun tipo di problema. Per questo motivo, i Levante vengono a sapere, tramite informatori albanesi, che Ferdinando Capaccio (’o Crezi) si sarebbe recato presso un centro scommesse, quindi gli lanciano un monito facendo esplodere un'autobomba in pieno centro abitato in sua presenza, che causa morte, devastazione e ferisce lo stesso Ferdinando. 
I Capaccio decidono di scendere a patti e di fare il tanto desiderato accordo di pace con Genny e Enzo per mantenere la tranquillità a Napoli e spartirsi tutto in piena equità. Dall'accordo ne risulta che i Capaccio e Enzo manterranno il controllo delle zone di Napoli centro come Forcella e la Maddalena, mentre a Genny spetta tutta Secondigliano, oltre a continuare a fornire la droga a tutta Napoli, che verrà poi rivenduta da tutti allo stesso prezzo per mantenere la tanto agognata equità. Inoltre Genny, dopo aver annunciato di lasciare tutto il suo potere su Secondigliano e la gestione della droga a Patrizia (che diventa, di fatto, la regina di Secondigliano), saluta tutti annunciando di andare via definitivamente, mantenendo la parola data ad Azzurra alla quale aveva promesso che, una volta sistemato tutto e ottenuta la pace, avrebbe concluso con la vita da malavitoso. Infine si reca con la stessa Azzurra su una pista di atterraggio per aeroplani, annunciando che da lì sarebbe cominciato il loro nuovo futuro insieme.

## Episodio 2
- Diretto da: Francesca Comencini

### Trama
Trascorso un anno, Genny ha cambiato radicalmente la sua vita. Ora vive in tranquillità con la sua famiglia in una villa a Posillipo e ha investito in un enorme progetto che riguarda la costruzione del più grande aeroporto della Campania. Grazie anche all'aiuto del suo vecchio amico Michele Casillo, ora diventato un importante uomo politico, viene a conoscenza di Alberto, un imprenditore interessato a collaborare con lui al suo progetto insieme alla sua fidata assistente Tiziana. Con l'aiuto di Alberto, Genny inizia a comprare tutti i terreni necessari alla costruzione del futuro aeroporto prima di presentare il progetto di appalto per la realizzazione dello stesso, in modo da pagarli a prezzi stracciati. Un solo uomo si è opposto alla cessione del proprio terreno perché a conoscenza del passato di Genny ed a lui ostile. Genny scopre che la moglie dell'uomo è affetta da tumore al fegato, quindi prova a convincere l'uomo con una lauta offerta in denaro, 300 000 euro, oltre alla promessa di far ricevere alla moglie il trapianto di fegato il prima possibile. Dapprima riluttante, l'uomo sembra poi convincersi ad accettare la proposta, ma prima di riuscire a comunicarlo allo stesso Genny, viene aggredito brutalmente e gli viene ulteriormente intimato con le cattive di accettare e di obbedire a quelle persone. Quindi l'uomo cambia idea. Genny, venuto a sapere che il mandante dell'accaduto è il suo stesso socio Alberto, manda un chiaro messaggio allo stesso Alberto come avvertimento che metta in chiaro che è lui stesso a prendere le decisioni: gli fa recapitare una scatola con dentro le mani del suo stesso sicario. Genny poi, si reca nuovamente dall'uomo proprietario dell'unico terreno rimasto da acquistare e gli comunica che (tramite lo Zio Gerlando) è venuto a sapere che i suoi terreni sono avvelenati e che lui stesso quindi, è la causa del tumore di sua moglie, offrendogli ora una cifra minore rispetto a quella proposta in precedenza e minacciandolo di rivelare tutto alla moglie nel caso non avesse accettato di vendere. L'uomo quindi accetta.
Nel frattempo, Genny è costretto a continuare a lottare coi fantasmi del suo passato e con la sua reputazione da camorrista: infatti, dopo aver notato il rifiuto all'invito di compleanno di suo figlio da parte di tutti i suoi compagni di asilo, decide di entrare nello stesso asilo il giorno del compleanno di Pietro portando animatori e regali a tutti i bambini, pur contro il regolamento scolastico, proprio per far capire che nonostante il passato sia passato, lui può fare quello che vuole ed esige il rispetto da parte di tutti.

## Episodio 3
- Diretto da: Francesca Comencini

### Trama
All'interno di un bordello avviene una rapina ad opera di due ragazzini di Secondigliano. Questi vengono catturati dagli uomini di donna Patrizia perché non possono operare ad arbitrio nel territorio di Genny, a lei affidato. Ai ragazzini, dopo una severa punizione fisica, viene data l'opportunità di lavorare nello spaccio della droga, ma questi non sembrano soddisfatti dell'esiguo compenso riservato loro. Il compenso scarno però era un sotterfugio per vedere la loro reazione, che essendo positiva, li porta ad essere presi al lavoro nella cosca di Secondigliano. 
Patrizia si reca a Bologna dove incontra Michelangelo, impegnato nell'acquisizione di una discarica da un imprenditore locale in difficoltà economiche. Per risanare l'impresa acquisita - abbattendone i costi - il camorrista, attraverso un suo affiliato, Fabrizio, inizia infatti a smaltire i rifiuti inserendoli all'interno del calcestruzzo armato destinato a grandi opere. Patrizia, dopo aver conosciuto un ex coinquilino ed una ex compagna di università di Michelangelo, per la quale prova una forte gelosia, trascorre una notte di passione con lui. 
Intanto i due ragazzini di Secondigliano vanno a ballare in discoteca, ma finiscono presto la droga per loro e per alcune ragazze conosciute nel locale. Non avendo soldi per comprarne altra, i due decidono di rubarla ad un uomo della zona di Sangue Blu che li scopre ma li lascia liberi, denunciando il fatto a Patrizia. Al ritorno da Bologna, quest'ultima è costretta ad ucciderli entrambi, perché hanno mancato di rispetto e non può venire meno agli accordi di pace stipulati anche con Sangue Blu. 
Patrizia prova a parlare col suo fratello minore, ma viene rifiutata.

## Episodio 4
- Diretto da: Francesca Comencini

### Trama
Genny e Alberto si recano a Londra per concludere l'acquisizione della Wimpro, società indispensabile per la realizzazione del progetto dell'aeroporto ma che, essendo in crisi di liquidità, si trova costretta a vendere la maggioranza delle proprie quote azionarie. Per poter effettuare il pagamento spediscono nella capitale inglese alcune statue sacre che sono internamente fatte d'oro: queste, una volta giunte a destinazione, tramite un processo chimico vengono epurate dalla vernice esterna che le faceva sembrare normali statue della Madonna e successivamente fuse e trasformate in lingotti d'oro che Genny fa depositare nel caveau di una banca londinese. Alberto presenta quindi a Genny la sua amica inglese di vecchia data Leena, che li aiuterà nell'affare avvalendosi dell'aiuto di Patrick, considerato un genio della finanza. Nel frattempo giunge nella capitale inglese anche Azzurra, in vista di una decisione così importante. L'acquisizione infatti va in porto. 
Tramite l'aiuto di un suo collaboratore, ossia Michele Casillo, Genny scopre la mancanza di una liberatoria nella documentazione di acquisto e poi che l'operazione è in realtà una truffa architettata da Leena e Patrick per rubare il suo oro e fuggire insieme a Singapore. Una volta accortosi dell'inganno, riesce a rintracciare Leena che sotto minacce gli rivela che l'oro è custodito all'interno di un magazzino di cui non ha però le chiavi. Genny e Gaetano – suo collaboratore a Londra – si recano quindi nell'abitazione di Patrick: quest'ultimo, mentre tenta di fuggire, viene ucciso da Gaetano e Genny recupera così dal cadavere le chiavi del magazzino con il suo oro rubato. Successivamente fa credere a Leena, che comunque è una valida operatrice finanziaria, di poterle risparmiare la vita se gli permetterà di concludere l'operazione con un'altra azienda di Londra. Leena così aiuta Genny e Alberto, che tornano a Napoli, ma viene comunque uccisa per mano di Gaetano, che la investe più volte con la macchina.

## Episodio 5
- Diretto da: Marco D'Amore

### Trama
Il rapporto tra Patrizia e Michelangelo porta quest'ultimo a presentare la regina di Secondigliano alla sua famiglia. Tuttavia il padre di Michelangelo dice chiaramente a Patrizia di non volere che la coppia continui a frequentarsi così Patrizia, offesa, torna a Secondigliano. 
Nel frattempo un grosso carico di droga, che anche la famiglia di Michelangelo aveva contribuito ad acquistare e che era destinato a tutta l'Alleanza, viene sequestrato in un blitz della polizia. Patrizia, resasi conto della gravità della situazione, convoca una riunione dove promette agli Alleati che nel giro di un mese avrebbe messo a disposizione un altro carico e lo avrebbe pagato lei. Tuttavia i fratelli Capaccio, il cui unico business è lo spaccio, non sono soddisfatti e chiedono di riavere il denaro anticipato entro pochi giorni, per poterlo riutilizzare per l'acquisto di droga proveniente da un nuovo canale. Schiacciata dall'incombenza, Patrizia si rivolge a Genny che accetta di prestarle i soldi. Azzurra non è contenta della concessione del marito e, alla consegna del denaro, fa intendere il suo malcontento a Patrizia ricordandole che lei è una subalterna. 
Michelangelo nel frattempo torna a Secondigliano ed esorta Patrizia a prendere coraggio e a schierarsi al suo fianco contro la sua stessa famiglia dicendole che non glielo avrebbe chiesto due volte. Patrizia, riconsegnati i soldi ai fratelli Capaccio, si dirige verso casa di Michelangelo e comunica al padre di quest'ultimo la volontà di stare insieme a suo figlio.

## Episodio 6
- Diretto da: Marco D'Amore

### Trama
Nicola vuole scoprire chi c'è dietro al sequestro del carico di droga, prima che i sospetti ricadano del tutto su di lui. Tramite un informatore viene a sapere che una buona parte della droga sequestrata è ritornata in circolo nelle piazze, spacciata da un gruppo di malavitosi africani, attraverso i quali vuole risalire al loro venditore. Giunge quindi a Forcella per informare Sangue Blu sulle novità riguardo alla droga sequestrata e per chiedergli di aiutarlo a scovare un presunto traditore all'interno della loro Alleanza. Il boss di Forcella rifiuta, dicendo a Nicola che la faccenda non lo riguarda. Valerio la pensa però diversamente dall'amico e gli ricorda che non possono andare avanti con lo smerciare pasticche agli adolescenti. Enzo gli spiega il perché della decisione presa, sostenendo che Nicola stia architettando tutto questo per poter prendere il comando di Secondigliano al posto di Patrizia.
All'appuntamento con Kevin, il contatto africano, Nicola cade in un'imboscata dove perde anche suo cugino Lino, ucciso con un colpo di pistola. Dietro all'agguato ci sono i fratelli Saro e Francesco Levante, che intimano a Nicola di uccidere Patrizia, ritenuta non adatta a quel ruolo, e di prendere il suo posto come boss a Secondigliano. Se Nicola non obbedirà verrà colpita la sua famiglia e verrà fatto credere a Patrizia che c'è lui dietro al carico sequestrato.
Nel frattempo Patrizia riesce a parlare con Alessio, suo fratello, fuori dal locale dove lavora, informandolo della sua dolce attesa. Michelangelo viene invece a conoscenza dalla sorella Grazia di quanto è stato architettato finora dagli altri due fratelli, e riesce a fermare Nicola, deciso ormai per costrizione da questi ultimi ad assassinare Patrizia. Lo porta così con sé per chiarire tutto con i suoi fratelli; da questi viene a sapere che l'ordine di uccidere la sua donna arriva dal padre. Michelangelo, non potendo andare contro la sua famiglia, uccide così Nicola. Informa dapprima Patrizia della morte del suo luogotenente, dichiarandole il falso, ossia dell'intento di questi di prendere il suo posto a Secondigliano, per poi andare dal padre informandolo della futura nascita di suo figlio. Gerlando, pur essendo contrario alla relazione, gli dà la propria benedizione.

## Episodio 7
- Diretto da: Enrico Rosati

### Trama
A Forcella c'è malumore per il carico di droga sequestrato. Non volendo più aspettare quello nuovo promesso da Patrizia, con le piazze di spaccio già bloccate da giorni, Sangue Blu ed i suoi uomini tentano un assalto ad un furgone portavalori per prendere nuovo denaro e far ripartire le loro zone con un nuovo canale. L'agguato si rivela un fiasco, con la scorta del furgone che risponde a fuoco e Sasà detto ’o Top Model perde la vita nello scontro. Questi era da poco tempo sposato e divenuto padre, e vani sono i tentativi di Sangue Blu, Valerio e gli altri di portarlo al pronto soccorso.
Valerio da tempo sospetta il vero riguardo ai dubbi di Nicola, su qualcuno all'interno della loro Alleanza intenzionato a farla saltare. Una volta ottenute le risposte che cerca, riferirà ad Enzo, nel frattempo impegnato presso Rosa, la vedova di ’o Top Model a darle le condoglianze, con Ronni, ’o Bellebuono e a’ Golia.Successivamente dei fuochi d'artificio provenienti da Secondigliano avvisano i giovani di Forcella dell'arrivo di un nuovo carico, ma Enzo non vede Valerio ed inizia ad avere dei sospetti su di lui. Quest'ultimo è all'appuntamento con i Capaccio e suggerisce una nuova Alleanza tra Forcella, i due fratelli (di cui Valerio sospetta c'entrino qualcosa sulla vicenda della droga sequestrata tempo addietro), e coloro che hanno realmente architettato tutto al fine di far saltare la tregua. Elia e Ferdinando dicono di sì, ma pensano che la proposta di costui sia solo al fine di prendere il comando di Forcella al posto di Sangue Blu. Valerio poi giustifica la sua assenza di fronte ad Enzo con la scusa del padre preso di recente da un infarto. Enzo non si fida e si reca con ’o Bellebuono nella residenza del padre, trovandolo in ottime condizioni di salute, seppur preoccupato per il figlio da circa un anno fuori di casa. Convoca poi ’a Golia e Cantonese per star dietro a Valerio, come delle ombre, informandolo d'ora in avanti su tutto ciò che fa. 
’o Vucabula si sente con ’o Crezi per accelerare i tempi sul patto stipulato con lui nel loro ultimo incontro ma questi lo avverte di star andando incontro ad un qualcosa più grande di lui. Poi si dà un appuntamento segreto con ’a Golia, per riferirgli del nuovo incontro che avrà, la notte dopo, ancora con i Capaccio. ’a Golia e Cantonese informano Enzo e il boss di Forcella decide di non fidarsi più di Valerio in via definitiva.  Poi, accompagnato da ’a Golia e Cantonese trova la verità, già scoperta in precedenza da Nicola prima di morire. I Levante vogliono far la guerra a Secondigliano e far saltare l'Alleanza. Valerio ribadisce la proposta fatta nel primo incontro con i Capaccio, ma trova la morte a tradimento per mano di ’a Golia, tra lo stupore dei presenti uso una scusa che tutti potessero credere aveva un telefono nascosto dove registrava le loro voci, durante l'incontro, facendo finta di tradire Enzo e Patrizia, ma con lo scopo reale di riferire loro ogni cosa grazie alle conversazioni registrate. 
’a Golia propone lui un accordo. Sangue Blu viene informato della morte di Valerio, con ’a Golia che gli dichiara il fatto, ossia di aver ucciso Valerio poiché aveva tentato di fuggire. Infine, dietro richiesta di Enzo, il corpo esanime del giovane viene abbandonato all'interno del bagagliaio di un'auto dinanzi all'abitazione del padre.

## Episodio 8
- Diretto da: Enrico Rosati

### Trama
Un imprevisto inatteso blocca i lavori nei cantieri per la realizzazione del futuro aeroporto. Un gruppo di scheletri vengono portati alla luce durante gli scavi per la costruzione del parcheggio multipiano e Tiziana Palumbo, l'assistente di Alberto Resta, si assicura dell'assoluto silenzio degli operai presenti al cantiere, e scopre poi che quei terreni venivano utilizzati per lo smaltimento illegale delle salme esumate dai cimiteri locali. Alberto non si pone il problema, pensando che le salme sono lì da molto tempo. Propone di sotterrarli dov'erano e di continuare i lavori, ma Tiziana frena, non fidandosi degli operai tenuti a tacere, e propone invece di fare denuncia contro ignoti e bloccare temporaneamente i lavori visto che la magistratura aprirebbe in ogni modo un'inchiesta. 
Giorni dopo Alberto dichiara dinanzi a giornalisti di emittenti locali campane la posizione sua e del suo consorzio che finanzia l'impresa dell'aeroporto come parte lesa. Genny assiste all'intervista da casa, poi va con Azzurra alla festa della scuola di suo figlio. Lì conosce il magistrato Walter Ruggieri, padre di uno dei compagni di asilo del piccolo Pietro, già a conoscenza del passato malavitoso suo e della sua famiglia. I due hanno in comune il rapporto burrascoso con i loro padri.
Alberto viene convocato da un amico, Ferdinando, che lo avvisa delle indagini che l'antiriciclaggio ha avviato su di lui. La procura cerca di capire come l'imprenditore, già travolto da debiti, abbia trovato tutti i soldi, in poco tempo per la costruzione dell'aeroporto. Gli consiglia quindi di mollare tutto e confessare alla procura il nome di chi si cela realmente dietro il progetto. Alberto deve rientrare di tutti i debiti insoluti, altrimenti la banca avvierà una procedura fallimentare a suo carico. Chiede aiuto a Genny che attraverso il consorzio di tre società estere gli darà l'importo per estinguere il debito. Dopo l'incontro con il magistrato, Genny si accerta che non vi siano rilevatori dentro la sua abitazione, risultando tutto in regola.
Nel frattempo Patrizia convola a nozze con Michelangelo. Può contare sull'aiuto di Grazia, e sembra che le divergenze con Gerlando e sua moglie siano appianate. Genny fa in tempo a farle gli auguri ed un regalo prima che la donna salga all'altare: da questo momento in poi, è la boss assoluta di Secondigliano, e tutto ciò che guadagnerà dalla piazza, d'ora in avanti, è suo.
Il magistrato Ruggieri convoca in procura Alberto, per chiarire alcuni dubbi su tre società, con sedi a Panama, Inghilterra e Lussemburgo, con le quali vi lavora come consulente, trovandovi gli introiti per risolvere i suoi debiti con le banche. L'imprenditore nega tutto sostenendo il contrario, ossia che lui è creditore verso quelle società, sollecitandone i pagamenti per poi coprire i debiti che aveva con le banche. Terminato il colloquio in procura, chiede a Tiziana se tutti i pagamenti di cui lei si occupava dall'inizio del progetto dell'aeroporto siano andati a buon fine, poi le confessa del colloquio con il magistrato. Nonostante Tiziana prometta di mantenere l'assoluto segreto dell'incontro con Alberto in procura, ella riferisce tutto a Genny, dicendogli che Alberto non ha fatto il suo nome dinanzi a Ruggieri. Genny però è titubante, sospettando che in eventuali incontri futuri con la magistratura possa vuotare il sacco e rivelargli il suo nome.
Genny ed Alberto si incontrano sulla costiera su un altro futuro affare da progettare insieme riguardante un nuovo acquisto imprenditoriale. I due poi si congedano, ed Alberto si rimette alla guida della sua auto, ma si accorge troppo tardi che i freni sono stati sabotati e muore precipitando con l'auto giù da un burrone.

## Episodio 9
- Diretto da: Ciro Visco

### Trama
L'episodio inizia con Gennaro Savastano che, recatosi al cimitero, sputa sulla tomba di Valerio come segno di sfregio in quanto lo ritiene responsabile per la morte del suo amico fraterno Ciro "l'Immortale".
I fratelli Capaccio vogliono Forcella e grazie ad una soffiata di Valerio, ’o Crezi raduna i suoi uomini ed inizia una guerra rubando ai giovani della zona tutte le scorte di droga nascoste nei loro quartieri. Enzo vuole rispondere, ma prima si reca con Ronni a Secondigliano per chiedere a Patrizia se vuole appoggiarlo o meno. La donna nega il proprio consenso, ribadendo la neutralità della sua zona dagli affari di Napoli centro. Prima di congedarsi, Sangue Blu l'avvisa che prima o poi questo problema potrebbe diventare anche suo.
Enzo raduna i suoi uomini e si dirige in un centro massaggi cinese con l'obiettivo di freddare ’o Crezi, che è solito frequentare il posto almeno una volta a settimana. Tuttavia l'agguato fallisce ed Enzo perde altri uomini. Neanche Ferdinando Capaccio, però, riesce ad eliminare Sangue Blu, nonostante l'aiuto sottobanco del ragazzo ucciso. 
Genny è al corrente della faida in corso attraverso le notizie derivanti da un quotidiano locale, e alla vigilia della riapertura dei cantieri, promuove Tiziana come nuovo amministratore delegato al posto dello scomparso Alberto Resta. Medita poi di togliersi, attraverso un intervento di chirurgia estetica, la cicatrice in volto ed il tatuaggio al collo risalenti al periodo in cui aveva vissuto in Honduras, per dimenticare una volta e per sempre chi era stato in passato, ma in seguito ci ripensa.
Sangue Blu perde sempre più colpi, ma una visita inaspettata ribalterà la situazione a suo favore: il padre di Valerio è presente a Forcella e gli consegna una busta con la lettera che il figlio si era raccomandato di dare ad Enzo nel caso gli fosse accaduto qualcosa di spiacevole. Prima di andarsene, egli ricorda al boss di Forcella di come lui ed i suoi amici erano diventati come una famiglia per Valerio. Mentre si organizza sul da farsi con i suoi uomini, Enzo fa sapere che deve incontrarsi con un suo contatto che può procurargli la droga. A tale incontro vorrebbe andare da solo, per non mettere a rischio la vita di nessun altro, ma ’a Golia insiste per accompagnarlo. catturano O’ Crezi e Il boss di Forcella porta ’o Crezi in un rifugio, lo fa appendere con una fune ai polsi per torturarlo. 
Elia è su tutte le furie e avverte gli altri due voltagabbana di Forcella, di riportargli il fratello vivo, se non vogliono morire. Questi, insieme ad alcuni uomini di ’o Diplomato, tendono un'imboscata a ’o Bellebuono, per farsi dire dov'è Sangue Blu. Questi si era da poco congedato da Enzo e gli altri per correre all'ospedale dove Anna, la sua donna, ha appena dato alla luce suo figlio. Appena ricevuta una telefonata di Enzo, gli fa capire tramite un linguaggio cifrato di fuggire.
Il boss di Forcella si dirige nuovamente a Secondigliano da Patrizia con un torturato ’o Crezi che rivela anche a lei il nome di chi c'è dietro le loro ultime sventure: i Levante. Vogliono conquistare Secondigliano, e hanno utilizzato i Capaccio per prendersi Forcella. dunque, non erano degli infami. Sangue Blu fredda ’o Crezi con diversi colpi di pistola e Patrizia è ormai di fronte ad un bivio: cedere al patriarcato dei Levante, oppure spalleggiare i giovani di Forcella e partecipare alla guerra già in svolgimento.

## Episodio 10
- Diretto da: Ciro Visco

### Trama
Patrizia decide quale posizione prendere dopo aver saputo del complotto a suo danno. Michelangelo, suo marito, è a cena dai suoi parenti e, prima di mettersi a tavola, viene messo davanti ad una difficile decisione da parte del padre: convincere sua moglie a lasciargli tutto il comando di Secondigliano e farle fare solo la madre, per non ritrovarsi presto vedovo. Anche Genny viene a sapere, tramite Patrizia, dell'ambizione dei Levante e le rimprovera di non essere stata abbastanza attenta di chi fidarsi, cosa che le aveva raccomandato il giorno in cui l'aveva accompagnata all'altare. Patrizia gli confida che si terrà stretto ciò che le appartiene. 
Sangue Blu si incontra di nascosto con ’o Bellebuono a Forcella per chiedergli di radunare i suoi uomini più fedeli a Secondigliano, dove vive nascosto in un piccolo appartamento datogli da Patrizia, insieme alla fidanzata Maria. ’o Diplomato lo cerca dappertutto dopo avergli ucciso il fratello e non può più tornare nelle sue zone. Terminata la cena, Michelangelo torna dalla moglie, che ha preso una decisione definitiva in sua assenza: gli consegna Secondigliano per fare la madre a tempo pieno della piccola Bianca. Questo infatti è il nome che Patrizia darà a sua figlia quando nascerà, lo stesso nome di sua madre.
Alcuni giorni dopo, la giovane boss mostra a suo marito tutta l'organizzazione delle sue piazze di spaccio e lo presenta ai suoi sottoposti. Michelangelo poi si reca alle cave per incontrarsi col padre, annunciandogli la decisione presa dalla moglie. Gerlando è soddisfatto. Riceve poi un biglietto dal figlio in merito all'intento di eliminare Sangue Blu, che nel frattempo si incontra in piena notte, su un tetto di un palazzo, con i suoi uomini più devoti, per prendere le misure da adottare contro i Levante.
Francesco Levante raduna i suoi uomini per eliminare Enzo nel suo piccolo appartamento a Secondigliano, ma cade in una trappola e l'agguato va a vuoto, perdendo i suoi uomini. Riesce a salvarsi, come suo fratello Saro che, in una sparatoria, si fa scudo con Evelina, una giovane imprenditrice di moda con la quale aveva da tempo intrecciato non solo rapporti di affari, ma anche extraconiugali. Stessa sorte per Sangue Blu e Ronni che non riescono a trovare Gerlando. Il boss viene avvisato tramite uno squillo di telefono di darsela a gambe. I suoi uomini partono all'inseguimento dei due giovani che, però, riescono a passare sui binari di un passaggio a livello nonostante vi sia un treno in transito, circostanza questa che favorisce la loro fuga.
Davanti alla cappella di famiglia Genny si rivede con alcuni suoi uomini appartenuti al suo clan in passato. Si rivedono Fernando, un tempo molto devoto a Ciro Di Marzio durante la scissione del vecchio clan di Don Pietro per la conquista di Secondigliano e ’a Zeppola, che al contrario, nella scissione aveva parteggiato per Don Pietro. Poi ne incontra altri, che fanno capo ad un misterioso criminale conosciuto come ’o Maestrale. A causa di un imprevisto però, il boss non può presentarsi all'incontro. Genny ben comprende la sua scelta e spiega la decisione ai sottoposti, suoi e del suo nuovo alleato, di ciò che sta architettando: rivestire i panni che aveva un tempo per riprendersi Secondigliano.

## Episodio 11
- Diretto da: Claudio Cupellini

### Trama
Michelangelo si reca a casa dei genitori, che sono riusciti a scampare all'attentato organizzato da Sangue Blu. I suoi fratelli, Saro e Francesco Levante, sospettano che dietro l'attentato ci sia stato un accordo segreto tra lui, Patrizia e l'ex boss di Forcella. Mickey nega e il padre Gerlando invoca calma e prudenza ed ordina al figlio di stare in allerta, per lui e per il resto della famiglia.
Circolano malumori anche tra Enzo e Patrizia per l'agguato fallito ai Levante. Sangue Blu sospetta che l'attentato sia fallito per la spiata di terze persone o di un "angelo custode" e preme per riprovarci. Anche Patrizia promette vendetta, ma decide che non è il momento: afferma che ci proveranno di nuovo, ma adesso è necessario attendere che si calmino le acque. Invita poi con forza Enzo ed i suoi uomini a lasciare il rifugio che aveva offerto loro a Secondigliano, diventato insicuro e che avrebbe potuto attirare con facilità i Levante e i Capaccio. Michelangelo riferisce a Patrizia dell'incontro con la sua famiglia e la mette in guardia: i Levante sospettano che sia stata lei ad organizzare l'agguato insieme a Sangue Blu.
Il giorno dopo, mentre Michelangelo, donna Patrizia e ’o Ghepardo si dedicano ai loro giri per le piazze di spaccio di Secondigliano, una macchina sospetta inizia a seguirli. Mickey se ne accorge e chiede a ’o Ghepardo di cambiare strada e di attendere. Poi, accertatosi che l'auto stia seguendo proprio loro, gli ordina di tornare a casa. Patrizia, però, per affermare la sua autorità, ordina stizzita a ’o Ghepardo di continuare i giri per le piazze. L'auto inseguitrice per un po' cambia direzione, per poi ricomparire al deposito dove il clan è solito ricevere i carichi. Mickey se ne accorge di nuovo ed in serata ha la conferma che il veicolo è stato mandato da suo padre Gerlando. Questi giustifica il gesto come una precauzione nei confronti di Mickey e del resto della famiglia, che è appena sopravvissuta ai tre attentati ad opera dei giovani di Forcella. Michelangelo chiede alla sua famiglia di avere fiducia in lui e si fa garante di ciò che accade a Secondigliano. Poi torna dalla moglie e, venuto a conoscenza che il giorno successivo arriverà un carico di droga, si offre di andarlo a ritirare al posto di Patrizia, temendo - a ragione - per l'incolumità di lei e della bambina che porta in grembo. Le propone inoltre di fuggire in Svizzera, contando su un grosso conto in banca che possiede a Lugano. Patrizia rifiuta seccamente la proposta, ribadendo che la sua casa è a Secondigliano e che vuole combattere per il suo territorio fino alla morte.
La notte prima dell'arrivo del carico di droga un drappello di uomini dei Levante, passando dalla rete fognaria, piazza alcune cariche di esplosivo da cava all'interno del magazzino dove dovrà essere consegnato il carico di droga. Michelangelo, intanto, viene chiamato dal padre, che lo invita a recarsi a Bologna per un affare urgente. Dovrà partire l'indomani, proprio il giorno della consegna del carico. Michelangelo capisce che il padre sta tramando qualcosa e si offre di risolvere il problema per telefono, ma Gerlando gli fa capire che non ha alternative e che l'ha già perdonato troppe volte. 
Il giorno dopo, Saro e Francesco si sistemano sul tetto di un palazzo di fronte al deposito dove arriverà il carico di droga ed attendono l'arrivo di Patrizia per far saltare la carica esplosiva. Ma un'improvvisa retata delle forze dell'ordine manda all'aria il loro piano e salverà Patrizia, che viene però  arrestata insieme a tutti i suoi uomini.
Genny è informato dell'arresto da Fernando. Anche Azzurra viene a conoscenza della retata e teme che Patrizia in carcere possa parlare, mettendo a rischio Gennaro e i loro affari, legati all'aeroporto. Genny promette che cercherà un buon avvocato per poter fare uscire in fretta Patrizia - che tra l'altro è incensurata - prima che possa parlare dinanzi alla magistratura. 
In carcere, Patrizia viene convocata a colloquio in piena notte dal magistrato Walter Ruggieri e viene a sapere, seppur incredula, che dietro la denuncia del carico c'è suo marito. Pur di salvarla, infatti, Michelangelo, avendo capito da subito i piani del padre, che lo voleva mandare fuori Napoli per un'inutile commissione a Bologna, ha preferito avvertire la polizia, poiché in carcere Patrizia sarebbe stata più al sicuro che a Secondigliano. Il magistrato Ruggieri informa Patrizia che nel deposito sono state trovate delle cariche esplosive e che Patrizia, senza l'intervento della polizia, sarebbe andata incontro a morte certa. Ruggieri le promette che, in caso di deposizione, la farà uscire immediatamente dal carcere, le darà una scorta e una nuova casa dove progettare una nuova vita con il marito e la figlia. Patrizia si rifiuta di collaborare.
Al colloquio con i detenuti, Patrizia rimprovera duramente il marito della denuncia fatta ai suoi danni, ma Michelangelo le dice che non aveva alternative e che l'ha fatto per il bene della sua famiglia e della figlia che porta in grembo. Avverte poi la moglie che i Levante proveranno ad eliminarla anche dentro le mura del carcere. La invita quindi a deporre e a collaborare con il magistrato Ruggeri. 
Fernando rivela a Genny le ultime novità, ricevute dai suoi informatori in carcere; in particolare riferisce che Patrizia è stata a colloquio per oltre un'ora con Ruggieri. Il boss confida nel silenzio della donna, ma Fernando teme che il magistrato riesca nell'intento di farla parlare. Genny ordina di mandare in carcere un messaggio di appoggio a Patrizia. Ha ancora fiducia in lei, ma continua a ricevere pressioni da Azzurra che, al contrario, temendo che alla fine accetti di collaborare, ritiene che l'unica soluzione sia quella di eliminarla. 
La moglie di Gerlando convince un'addetta della mensa carceraria a nascondere un oggetto tagliente all'interno della minestra, da consegnare sottobanco ad una detenuta che in precedenza ha corrotto, con il fine di uccidere Patrizia. L'incaricata dell'omicidio, però, viene tradita dalla complice e Patrizia, informata da quest'ultima, si sbarazza facilmente della sua attentatrice. Nella rabbia e nella concitazione che riversa nel percuotere la detenuta che la voleva aggredire, Patrizia ha un malore e dato lo stato gravido viene soccorsa d'urgenza in ospedale.

## Episodio 12
- Diretto da: Claudio Cupellini

### Trama
Patrizia si riprende dal malore e dopo tutti gli accorgimenti del caso , nel viaggio di ritorno verso la casa circondariale, l'agente di scorta la convince a parlare di fronte a Ruggeri. Fernando informa Genny sulle ultime novità riguardo alla donna, che non vuole più restare dietro le sbarre, specie dopo l'ultimo agguato da parte dei Levante e provvede a procurargli un avvocato che la faccia uscire dal carcere prima che possa deporre in procura. Genny mette al corrente la moglie su ciò che ha in mente per liberare Patrizia, ma ad Azzurra non basta: la vuole morta.
A colloquio con Ruggeri, Patrizia è chiara: parlerà, ma solo se avrà la certezza di non tornare più in galera. Lui la rimette al suo posto, dicendole che i tempi e le procedure della legge vanno rispettati e che ci vorranno 120 giorni per verificare se le sue soffiate corrispondono al vero. Ruggeri le propone anche di percorrere la via di una dichiarazione spontanea, che potrebbe portare ad una condanna certa. Con essa, infatti, si può entrare nel programma di protezione testimoni. Patrizia accetta e viene portata in un posto sicuro dove parla con Ruggeri e con l'avvocato che le è stato assegnato. Il magistrato è perplesso: non capisce come mai non sia stata fatta una richiesta di protezione anche per Michelangelo, suo marito. La risposta di lei è lapidaria: prima dovrà scegliere tra lei e l'altra sua famiglia ed è una scelta che spetta solo a lui. Poi inizia a parlare: dopo aver confessato di aver ucciso personalmente Scianel, prosegue parlando dei Levante e delle loro attività. Ma dalle confessioni della donna, Ruggeri vuole ben altro: cerca informazioni su Genny Savastano per poterlo incastrare e, almeno per il momento, Patrizia mostra una certa reticenza a parlarne. 
Quest'ultimo intanto va a parlare con lo zio Gerlando: Patrizia sta collaborando, non sta parlando, ma bisogna liberarla ed è necessario scoprire dove si trovi. Don Gerlando si rifiuta di aiutare il nipote, a causa dell'astio che ha sempre avuto verso sua nuora. Gennaro, però, lo incalza, dicendogli che è anche un problema suo. Di conseguenza capisce perché suo padre non ha mai voluto avere a che fare con quella famiglia: nel dare un dito, si è quasi ritrovato senza una mano. Don Gerlando ci va pesante, affermando che Don Pietro avrà anche avuto tanti difetti, ma era in grado di capire le cose, mentre Genny chiaramente no e questo anche Don Pietro lo sapeva bene. Genny gli ribadisce come il padre lo abbia sempre sottovalutato.
Tornato a Napoli, Genny riceve finalmente una buona notizia: ’o Maestrale è ben felice di aiutarlo, pertanto i suoi uomini sono a completa disposizione. Negli uffici del consorzio, Tiziana gli giura di essergli sempre fedele: ora il suo sogno è nelle sue mani, ma lei non dovrà mai e poi mai deluderlo. 
Per distrarsi un po', Genny porta la moglie fuori a cena. Sulla terrazza di un ristorante, di fronte al golfo, diviene più poetico del solito e le confida di aver fatto di tutto per cercare di essere un marito e un padre all'altezza, anche per rendere onore alla memoria e al sacrificio dell'amico fraterno Ciro. Ha provato a cambiare vita, ma dentro ha sempre sentito "una battaglia", il richiamo del passato. Azzurra è orgogliosa del fatto che lui non sia stato ad ascoltare quella voce; lui però, anche se non dice niente, sa bene che non è così. Il veleno che scorre nelle sue vene ha vinto. Promette di portare a compimento tutto ciò che ha fatto sinora per il bene di suo figlio. Rientrati a casa a notte fonda, dopo aver guardato un'ultima volta suo figlio che dorme tranquillo nel lettino e sua moglie, Genny afferra un piccolo borsone e se ne va, furtivo.
Incontra Elia Capaccio, in lutto per il fratello. A questi dice che Patrizia gli ha chiesto di aiutarla a fuggire, ma che da solo non può farcela, motivo per cui ha contattato Elia, che verrà ricompensato facendogli conoscere il luogo dove si nasconde Enzo. Prima, però, bisogna scoprire dov'è stata portata Patrizia. Soltanto il marito è in grado di farlo e, per l'appunto, Genny chiede ad Elia di portargli Michelangelo. 
Enzo, rimasto nascosto fino a quel momento ha saputo che ’o Diplomato adesso sa dove si trova il loro nascondiglio. Sangue Blu salta subito in sella, dietro Ronni e si fionda da Maria. Ma arriva troppo tardi: Maria e altri due fedelissimi sono già stati trovati da Elia e assassinati. Enzo perde così la fidanzata ed è devastato dal dolore. Ronni deve trascinarlo via a forza. 
Mickey incontra la sua famiglia a pranzo nel loro casolare. Saro non perde tempo, rinfacciandogli la decisione di far arrestare la moglie pur di non farla veder morire per mano loro. Prima di lasciare il tavolo, gli ringhia in faccia che ora lui per loro non è più niente. Ciccio lo segue. Anche Michelangelo se ne va, facendo capire la famiglia con cui ha deciso di schierarsi. 
Patrizia riceve la notizia che Mickey ha deciso di collaborare: non appena la sua deposizione verrà registrata, riceveranno le loro nuove identità e verranno portati nella loro nuova residenza. Nel frattempo, Don Gerlando è in macchina con la moglie e la figlia. Furioso, è deciso a voler uccidere la nuora con le sue mani, ma la sua auto e quella della scorta si ritrovano bloccate ad un incrocio da un trattore con rimorchio. Uomini armati di mitra irrompono in strada e iniziano a sparare: una tempesta di fuoco si abbatte sulle due auto e solo Grazia, riparatasi sotto una delle vetture, si salva dalla carneficina, ma solo perché Genny in persona ha deciso di risparmiarla per affidarle un compito molto importante: annunciare il suo ritorno ai fratelli. 
Patrizia e Michelangelo sono di nuovo insieme. Lei inizialmente si trattiene, ma poi lo abbraccia e lo stringe a sé. Gli uomini della scorta, intanto, danno il cambio ai colleghi. In serata Fernando, insieme ad un altro uomo, irrompe nella stanza, uccide i poliziotti e fa salire Mickey e Patrizia su una macchina. 
Arrivati all'aeroporto, in pista, Patrizia ringrazia Gennaro, che li sta aspettando vicino ad un velivolo privato che li porterà lontano da lì. Mickey sale, scortato dal portavoce di ’o Maestrale. Genny e Patrizia rimangono soli, per un ultimo confronto prima di lasciarsi. Il boss le fa vedere la realizzazione del suo sogno, cioè l'aeroporto, per poi annunciarle il ritorno di ciò che era prima di diventare un uomo d'affari. Vuole fare la conta degli amici e dei nemici e vuole rimediare agli errori fatti. Con Gerlando fuori dai giochi, il prossimo è il giudice Walter Ruggeri. Genny vuol sapere da Patrizia cosa ha raccontato al magistrato: lei risponde di aver parlato solo di se stessa, senza aprire bocca sul suo conto. Lui però non le crede. Patrizia, quasi offesa, rimarca che non l'ha mai tradito e che lui dentro di sé lo sa bene. A questo punto, Genny ricorda a Patrizia quando le aveva detto che non avrebbe dovuto fidarsi di nessuno, aggiungendo però che non doveva fidarsi neppure di lui. Improvvisamente parte un colpo di pistola dall'aereo privato: è Raffaele, il portavoce di ’o Maestrale che ha ucciso Mickey. Patrizia capisce subito che ora tocca a lei, difatti Genny estrae l'arma e la uccide.
Genny arriva dunque al punto tale di non fidarsi più di nessuno. Guidato da Raffaele, raggiunge Ponticelli quello che diventerà il suo nascondiglio d'ora in avanti. Sottoterra, in un bunker, inizia la sua latitanza.